# Bitoma granulata
Bitoma granulata är en skalbaggsart som först beskrevs av Willis Blatchley 1910.  Bitoma granulata ingår i släktet Bitoma och familjen barkbaggar. Inga underarter finns listade i Catalogue of Life.